# Karel Pala
Karel Pala (ur. 15 czerwca 1939 w Zlinie, zm. 15 lutego 2023) – czeski językoznawca. Jego dorobek obejmował prace z zakresu językoznawstwa matematycznego i cybernetyki. Tworzył przekłady z języka rosyjskiego.
Pracował na Uniwersytecie Masaryka w Brnie. W czerwcu 2017 r. został mianowany profesorem.

## Twórczość
- Logická analýza přirozeného jazyka (wraz z Pavlem Materną a Jiřym Zlatušką), 1989, ISBN 80-200-0027-5
- Základy počítačové lingvistiky (wraz z Klárą Osolsobě), 1992, ISBN 80-210-0341-3
- Slovník českých synonym (wraz z Janem Všianským), 1994, ISBN 80-7106-059-3
- From WEB Pages To Dictionary: A Language-Independent Dictionary Writing System (wraz z Alešem Horákiem) [w:] Proceeding of the EuraLex Conference 2006, 2006, ISBN 88-7694-918-6
- Automatic Identification of Legal Terms in Czech Legal Texts (wraz z Pavlem Rychlým a Pavlem Šmerkiem) [w:] Proceedings of the Workshop on Semantic processing of legal texts, LREC 2008, 2008, ISBN 2-9517408-4-0